# Phenacostethus
Phenacostethus is een geslacht van straalvinnige vissen uit de familie van de dwergaarvissen (Phallostethidae).

## Soorten
- Phenacostethus posthon Roberts, 1971
- Phenacostethus smithi Myers, 1928
- Phenacostethus trewavasae Parenti, 1986